# Lith
Lith  è una località dei Paesi Bassi situata nella provincia del Brabante Settentrionale. Il comune autonomo dal 1º gennaio 2011 è stato accorpato a quello di Oss.